# Ioan Lăcustă
Ioan Lăcustă (n. 15 septembrie 1948, Vârfuri, județul Arad – d. 14 noiembrie 2008, București) a fost un prozator și publicist român.

## Biografie
A urmat Liceul "Vasile Alecsandri" din Galați.
A absolvit în 1972 Facultatea de Limba și Literatura Română a Universității din București. A fost membru activ al cenaclului literar „Junimea” condus de Ovid S. Crohmălniceanu, făcând parte din grupul de prozatori și poeți „Noii”. A fost redactor de rubrică la revista „Magazin istoric”. A debutat cu proză scurtă în antologiile Proză satirică românească (1982) și Desant '83 (1983). A decedat la vârsta de 60 de ani din cauza unui cancer.

## Volume publicate
- Cu ochi blânzi, proză scurtă (1985)
- Liniște (Povestiri din viața mea) (1989)
- Calendarul de nisip, roman (1990)
- 1919-1937. Zece alegeri interbelice - Cine a câștigat? (1998)
- În șoaptă, povestiri (1998)
- Fără Caragiale... - carte a Mamei, a Iubirii, a Morții (2001)
- După vânzare, roman, 2006
- Luminare - Coborârea în text, roman (2007)[4]
- Cenzura veghează: 1937-1939 (2007)

## Antologii
- Competiția continuă. Generația '80 în texte teoretice, (Editura Vlasie, 1994; ediția a II-a, Editura Paralela 45, 1999)
- Generația '80 în proza scurtă, (Editura Paralela 45, 1998)
- Râțari Furtună i orujenoseț Dodițoiu (colecția „Sovremennaia Hudojestvennaia literatura”, Moscova, 1986), antologie de proză scurtă românească, cu povestirea Vis cu lupi („Son pro volka”)

## Afilieri
- Membru al Uniunii Scriitorilor din România

## Premii și distincții
- Premiul pentru debut al Uniunii Scriitorilor din România (1985)
- Premiul „Ion Creangă” al Academiei Române (1990)